# خیابان بابیلون

بابیلون (به فرانسوی: Rue de Babylone) نام خیابانی اعیان‌نشین در منطقه ۷ پاریس است. خیابان بابیلون در قلب منطقه فوبور سن-ژرمن واقع شده‌است.
باغ کاترین لابور در خیابان بابیلون واقع شده‌است.

## اهالی معروف
1. ایو سن لوران، طراح لباس بنام فرانسوی.[۳]